# Estado del Judún

Distrito de Kizhinginsky.

El Estado del Judún (ruso: Кодунское государство) fue una efímera teocracia budista del pueblo buriato. Es el único intento de los buriatos de fundar un Estado similar al Reino del Tíbet. Su territorio se encuentra en la actual Buriatia, específicamente en el distrito de Kizhinginsky.
En el verano de 1918 los buriatos recibieron órdenes de movilización de parte del Ejército Blanco, para esa fecha su región estaba siendo disputada entre los bolcheviques y los cosacos del Baikal liderados por el atamán Grigori Semiónov. La crueldad de los cosacos, nominalmente blancos, llevó a un rechazo feroz de su causa por parte de los buriatos que decidieron organizarse para defenderse. En febrero de 1919 los líderes budistas de la zona formaron un Congreso Constituyente en la montaña sagrada Chelsana (ruso: Челсана) y proclamaron un Estado llamado Kodunay erhidzh balgasan (ruso: Кодунай эрхидж балгасан) el 23 de abril. Su gobernante era el Lama Sandown Sandanovich Sugada (1841-1922), nombrado Dharma Rajá-Kan (ruso: Дхарма Раджа-хан). Entre las primeras medidas de su gobierno estuvieron prohibir a sus súbditos enrolarse en los ejércitos rojo o blanco. En la noche del 10 al 11 de mayo tropas blancas capturaron al gobernante y su ministros, poniendo fin al breve Estado. El 19 de junio el Lama fue liberado al considerársele loco. En marzo de 1922 y febrero de 1927 la NKVD desbarato dos nuevos intentos de reconstruir dicha teocracia.

## Fuente
- Esta obra contiene una traducción  derivada de «Кодунай эрхидж балгасан» de Wikipedia en ruso, publicada por sus editores bajo la Licencia de documentación libre de GNU y la Licencia Creative Commons Atribución-CompartirIgual 4.0 Internacional.

- Datos: Q19909551